# 让-弗朗索瓦·迪凯
让-弗朗索瓦·迪凯（法語：Jean-François Ducay，1979年6月22日—），法国男子乒乓球运动员。他曾代表法国参加2008年、2012年和2016年夏季残疾人奥林匹克运动会乒乓球比赛，获得一枚金牌和二枚银牌。